# Verwaltungsgemeinschaft Blankenburg

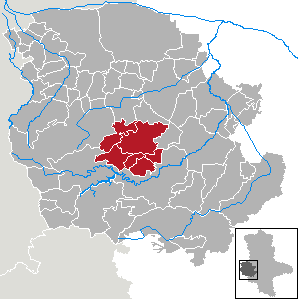
Lage der Verwaltungsgemeinschaft im Landkreis Harz

In der Verwaltungsgemeinschaft Blankenburg im Landkreis Harz in Sachsen-Anhalt hatten sich sechs Gemeinden zur Erledigung ihrer Verwaltungsgeschäfte zu einer Verwaltungsgemeinschaft im Trägermodell zusammengeschlossen. Die Trägergemeinde war die Stadt Blankenburg (Harz). Auf einer Fläche von 111,66 km² lebten 19.742 Einwohner (Stand: 31. Dezember 2008). Am 1. Januar 2010 wurde sie aufgelöst, indem alle zugehörigen Gemeinden in die Stadt Blankenburg (Harz) eingemeindet wurden. Letzter Leiter der Verwaltungsgemeinschaft war der Bürgermeister von Blankenburg (Harz), Hanns-Michael Noll.

## Die Mitgliedsgemeinden
- Stadt Blankenburg (Harz)
- Cattenstedt
- Heimburg
- Hüttenrode
- Timmenrode
- Wienrode